# La nimfa sorpresa
La nimfa sorpresa és una pintura feta per Édouard Manet a principis de 1860. Adquirida el 1914 per l'estat argentí a la Galeria Witcomb de Buenos Aires, s'exposa al Museu Nacional de Belles Arts d'aquesta ciutat.
La companya del pintor, Suzanne Leenhoff, va servir de model per a la nimfa. El treball anava a formar part d'una composició més ambiciosa, abandonada en última instància, i el propòsit de la qual era representar a Moisés salvat de les aigües.
La model de la pintura és l'amant d'Édouard Manet, que també va ser el seu professor de piano, l'holandesa Suzanne Leenhoff, amb qui va tenir un romanç secret. Aquesta història d'amor es va desenvolupar mentre que el jove Manet encara vivia a casa dels seus pares. La noia era tres anys més gran que el jove de 17 anys. Manet i la seva relació es va mantenir en secret de la seva família durant molt de temps. Es van casar després de deu anys de relació d'amor en 1863, dos anys després de la finalització d'aquesta pintura en 1861. La relació va durar tota la vida.
Les nimfes eren esperits femenins de la natura, deïtats femenines de la mitologia grega, sovint representades com a dones joves, que habiten a les muntanyes i petits boscos, pels molls i rius. Diversos autors pensen que el motiu és similar a 'Susanna i els vells' de Rembrandt, donat que el nom de la model és Suzanne, ella era holandesa i la posi de la figura és idèntica a la de la pintura. Manet va mantenir aquesta pintura al seu taller. La pintura es va exhibir al Salon des Artistes Français el 1865. Aquesta pintura va ser pintada dos anys abans de Le Déjeuner sur l'herbe i Olympia. La pintura va ser comprada pel Museu Nacional de Belles Arts de Buenos Aires i va ser posat en exhibició al Museu, com una de les obres més destacats de la institució.